# Constante du modèle de glace carré de Lieb
En mathématiques, la constante du modèle de glace carré de Lieb est une constante mathématique utilisée en combinatoire pour quantifier le nombre d'orientations eulériennes des graphes grille. Il a été introduit par Elliott H. Lieb en 1967.

## Définition
Un graphe grille n × n (avec des conditions périodiques aux limites pour n ≥ 2) a n2 sommets et 2n2 arêtes ; il est 4-régulier, signifiant que chaque sommets a 4 voisins. Une orientation de ce graphe est la donnée d'une direction à chaque arête ; c'est une orientation eulérienne si chaque sommet a des degrés entrants et sortants égaux à 2. 
Soit f(n) le nombre d'orientation eulérienne de graphe. Alors
{\displaystyle \lim _{n\to \infty }{\sqrt[{n^{2}}]{f(n)}}=\left({\frac {4}{3}}\right)^{\frac {3}{2}}={\frac {8{\sqrt {3}}}{9}}=1.5396007\dots }
est la constante de Lieb. Lieb a utilisé une méthode de transfert matriciel (en) pour la calculer.
La fonction f(n) compte aussi le nombre de 3-coloriages du graphe grille, et le nombre de pliages plats locaux dans le pliage de Miura.  Des informations sur le contexte historique et physique peuvent être trouvés dans l'article sur le modèle de type de glace.